# Technische Hogeschool Wildau
De Technische Hogeschool Wildau, kortweg TH Wildau is de grootste hogeschool van de Duitse deelstaat Brandenburg. Ze werd op 22 oktober 1991 opgericht na de hereniging van Oost-Duitsland en West-Duitsland. Toen Duitsland nog was opgesplitst, kon men op de terreinen van de huidige hogeschool wel al voor ingenieur studeren.

## Locatie
De hogeschool is een campus-hogeschool: alle faculteiten en gebouwen liggen op de campus aan het S-Bahn-station van Wildau. Vooraleer de hogeschool werd opgericht, werden in de gebouwen locomotieven gebouwd voor Berliner Maschinenbau AG.  Gezien de verbinding met Berlijn, gebeurt het dan ook frequent dat studenten leven in Berlijn, en elke dag met de S-Bahn naar school komen. Vanuit Wildau kan ook de S-Bahn richting Königs Wusterhausen genomen worden, alwaar men verder kan reizen naar Cottbus.

## Internationaal
TH Wildau heeft banden met de Belgische Katholieke Hogeschool Vives en de Nederlandse Hogeschool van Arnhem en Nijmegen, Hogeschool Avans en de Hogeschool Windesheim.